# Изгаряща тайна
„Изгаряща тайна“ (на испански: Ardiente secreto) е мексиканска теленовела от 1978 г., режисирана от Хулиан Пастор, и продуцирана от Ирене Сабидо за Телевиса. Адаптация е на известния роман Джейн Еър на английската писателка Шарлот Бронте.
В главните роли са Даниела Ромо и Хоакин Кордеро.

## Сюжет
Сирачето Мариана Сиснерос е приютена от една жена, която я мрази, и която, в крайна сметка, я изпраща в пансион за бедни момичета. Там, Мариана преминава през ужасни изпитания, вкрючително смъртта на своя приятелка, но също така, момичето се образова, под ръководството на щедра и великодушна учителка.
При навършване на пълнолетие, Мариана решава да си търси работа като гувернантка. Наета е от Едуардо, богат земевладелец, който се нуждае от учителка и другарка за Адела, извънбрачната му дъщеря.
Мариана се привързва към самотната Адела, но едновременно е привлечена и отблъсната от темперамента на Едуардо, който ухажва амбициозната си съседка. Мариана е изненадана от дързостта на управителя на имението, който изглежда има власт над техния шеф.
След известно време, Мариана и Едуардо се влюбват, но една ужасна тайна ги разделя. Тази тайна е разкрита от Мариана в деня на сватбата им – управителят и готвачката са шурей и тъща на Едуардо, които са се съгласили да работят за него, за да защитят съпругата му, която не е умряла, а е заключена на тавана, засегната от алкохолна деменция. Мариана е отчаяна и бяга от имението, но любовта я кара да се върне.

## Актьори
- Даниела Ромо – Мариана Сиснерос
- Хоакин Кордеро – Едуардо
- Лорена Веласкес
- Вирхиния Мансано
- Долорес Тиноко
- Патрисия Танус – Адела
- Ада Караско
- Едуардо Линян
- Ерика Караско – Мариана (дете)

## Премиера
Премиерата на Изгаряща тайна е през 1978 г. по Canal 2.